# Кергелен (хребет)
Керге́лен (Керге́лен-Га́уссберг) — подводный хребет в южной части Индийского океана, близ Антарктиды, разделяющий Австрало-Антарктическую и Африканско-Антарктическую котловины.
Кергелен — глыбовое поднятие океанического дна, местами с надстроенными вулканическими формами. Длина хребта составляет 2600 км, ширина — до 950 км. Преобладающие глубины над хребтом — 1000—2000 м; наименьшая глубина над гребнем — 73 м. Отдельные вершины поднимаются над водой, образуя острова (Кергелен, Херд). Хребет сложен главным образом базальтами. Вулканическая активность хребта, начавшаяся, по всей вероятности, в палеогене, продолжается (с перерывами).
Кергелен был открыт австралийской экспедицией Дугласа Моусона (1929—1931).